# Helicella
Helicella is een geslacht van weekdieren uit de klasse van de Gastropoda (slakken).

## Soorten
- Helicella antoinei (Pallary, 1936)
- Helicella bolenensis (Locard, 1882)
- Helicella cistorum (Morelet, 1845)
- Helicella iberica (Rambur, 1869)
- Helicella itala (Linnaeus, 1758) = Heideslak
- Helicella juglans E. Gittenberger, 1991
- Helicella nubigena (de Saulcy, 1852)
- Helicella ordunensis (Kobelt, 1883)
- Helicella orzai E. Gittenberger & Manga, 1981
- Helicella sabulivaga (Mabille, 1881)
- Helicella stiparum (Rossmässler, 1854)
- Helicella striatitala Prieto, 1985
- Helicella valdeona E. Gittenberger & Manga, 1977